# Rahmat Mamatov
Rahmat Toshnazarovich Mamatov (international auch Rakhmat Toshnazarovich Mamatov; geboren 1967 in der Provinz Qashqadaryo, Usbekische SSR, UdSSR) ist ein usbekischer Politiker.

## Biografie
Rahmat Mamatov wurde 1967 in der Provinz Qashqadaryo geboren. 1991 absolvierte er das Staatliche Pädagogische Institut von Qarshi (heute Staatliche Universität Qarshi). Im Jahr 2000 absolvierte er die Akademie des Innenministeriums Usbekistans.
Am 24. Dezember 2013 wurde Rahmat Mamatov zum Ersten stellvertretenden Innenminister Usbekistans sowie zum Leiter der Hauptdirektion für Kriminalpolizei und Terrorismusbekämpfung ernannt und hatte diese Position bis 15. September 2014 inne.
Am 7. Oktober 2017 wurde er zum Leiter der Abteilung für innere Angelegenheiten der Provinz Fargʻona ernannt.
Am 21. Januar 2020 wurde er zum ersten stellvertretenden Vorsitzenden des Republikanischen Rates für die Koordinierung der Aktivitäten der Selbstverwaltungsorgane der Bürger gewählt. Am 24. Januar 2020 ernannte der Präsident von Usbekistan, Shavkat Mirziyoyev, Mamatov zum Senator des Oliy Majlis der Republik Usbekistan. Im Februar 2020 wurde er zum ersten Minister für Mahalla und Familienangelegenheiten Usbekistans ernannt.

## Auszeichnungen
- Orden „Mardlik“ (28. August 2019)[7]